# James Currier
James "Jim" Currier là một cầu thủ bóng đá người Anh thi đấu ở vị trí tiền đạo trung tâm trong thập niên 1930 và 1940.
Ông gia nhập Bolton Wanderers từ Cheltenham Town và đầu tiên thi đấu ở Football League cho Bolton ở mùa giải 1935–36, ghi 14 bàn trong 26 trận.
Trong Thế chiến thứ hai, ông thi đấu cho Manchester City vài lần từ năm 1940 đến năm 1943, và ông ghi 94 bàn, một con số ấn tượng trong 113 của ông cho City.